# Nelson: The Story of England's Immortal Naval Hero
Nelson: The Story of England's Immortal Naval Hero é um filme de britânico de 1918, do gênero drama histórico-biográfico, dirigido por Maurice Elvey e estrelado por Donald Calthrop, Malvina Longfellow e Ivy Close, com roteiro baseado na biografia do Almirante Horatio Nelson por Robert Southey.[carece de fontes?]

## Elenco
- Donald Calthrop - Horatio Nelson
- Malvina Longfellow - Lady Hamilton
- Ivy Close - Sra. Nesbit
- Ernest Thesiger - Wiliam Pitt
- Allan Jeayes - Sir William Hamilton
- Edward O'Neill - Rei de Nápoles
- Teddy Arundell - Capitão Berry
- Eric Barker - Nelson criança

### Galeria

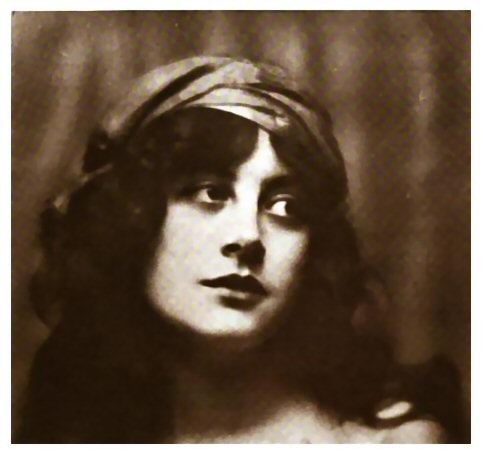
Malvina Longfellow
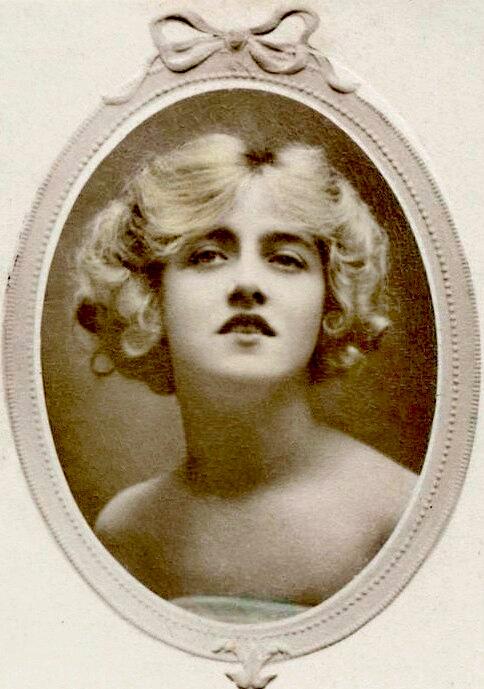
Ivy Close